# فرانسيس أوكونور
فرانسيس اوكونور (بالإنجليزية: Frances O'Connor)‏ مواليد 12 يونيو 1967 في أكسفوردشير، إنجلترا، المملكة المتحدة، هي ممثلة أسترالية بدأت مسيرتها الفنية عام 1993.

## الأعمال

### أفلام
- الذكاء الاصطناعي

## روابط خارجية
- فرانسيس أوكونور على موقع IMDb (الإنجليزية)
- فرانسيس أوكونور على موقع روتن توميتوز (الإنجليزية)
- فرانسيس أوكونور على موقع ألو سيني (الفرنسية)
- فرانسيس أوكونور على موقع أول موفي (الإنجليزية)
- فرانسيس أوكونور على موقع قاعدة بيانات الأفلام السويدية (السويدية)
- فرانسيس أوكونور على موقع إن إن دي بي (الإنجليزية)
- فرانسيس أوكونور على موقع قاعدة بيانات الفيلم (الإنجليزية)
- فرانسيس أوكونور على موقع كينوبويسك (الروسية)